# Maison et atelier du maître-verrier Barillet
La maison et atelier du maître-verrier Louis Barillet (ou Atelier Barillet ou Hôtel Barillet) est un immeuble construit en 1932 par l'architecte français Robert Mallet-Stevens pour son ami le maître-verrier Louis Barillet au no 15 square Vergennes, dans le 15e arrondissement de Paris. 
Classé Monument historique, l'ensemble architectural de style Art Déco très représentatif du modernisme accueillait à l'origine les ateliers de production de vitraux, les bureaux ainsi que les appartements privés de Louis Barillet. L'ensemble du batiment a fait l'objet d'une restauration lourde et minutieuse, respectueuse des volumes et matériaux d'origine au cours des années 2000.   
L'imposant vitrail vertical de la façade nord ainsi que la grande verrière de l'atelier sont tout à fait représentatifs de la collaboration entre Barillet et Mallet-Stevens dans les années 1927-1932 que l'on peut retrouver dans leurs autres projets communs comme la Villa Cavrois ou la Villa Noailles. 
Le bâtiment de 735 m2 est depuis 2018 la propriété de l'homme d'affaires français Xavier Niel. 

## Histoire
Au début de sa carrière, Louis Barillet ouvre un atelier au no 7 rue Alain-Chartier qui montre rapidement ses limites pour faire face à l'important volume de commandes de vitraux civils et religieux de l'atelier dans la période de l'Entre-deux-guerres caractérisée par la reconstruction des ouvrages endommagés de Grande Guerre, par l'édification de nouveaux lieux dans les villes nouvelles et par l'essor du vitrail comme composante essentielle de l'architecture Art déco.
Louis Barillet commande en 1932 à son ami de l'Union des artistes modernes Robert Mallet-Stevens un lieu parisien adapté à son activité comportant un vaste atelier de création adapté aux dimensions hors normes et à la logistique de ses créations, ses bureaux et ses appartements privés.

## Architecture
Les ateliers se trouvaient dans la partie centrale du bâtiment. Le rez-de-chaussée était consacré à l'atelier de mosaïque et aux fours destinés à la cuisson des grisailles. Une large porte permet le passage des livraisons de matériaux.
Au premier étage se trouvait un atelier de découpe et de sertissage du verre. Aux deuxième et troisième étages se trouvaient les ateliers où étaient exécutés les dessins et où étaient présentés et contrôlés les vitraux issus de la production. Une galerie en pourtour de l'atelier, éclairée par une cour intérieure, abritait les services d'archives et un laboratoire de photographie. En retrait derrière une terrasse, le dernier étage était réservé à l'appartement du maître-verrier, cet appartement est aujourd'hui privé. Les bureaux attenants aux ateliers étaient installés dans une aile courbe en saillie.
La grande verrière de la façade principale, avec son exposition vers le nord, fournit aux ateliers une lumière uniforme. L'emploi du béton armé permet de libérer les espaces de travail des structures porteuses. Un ascenseur dessert les étages.
Louis Barillet meurt en 1948. Ses collaborateurs Théo Hanssen et Jacques Le Chevallier disparaissent respectivement en 1957 (se replie définitivement à Roanne) et 1987 (développe son propre atelier dès 1946). Mais le trio s'est séparé du fait de l'invasion de 1940.
Le fils, Jean Barillet, prend la suite de son père. Vers 1960, l'atelier est transféré 279 rue de Vaugirard, c'est-à-dire à quelques pas du square Vergennes.

## Devenir
En 2000, le collectionneur Yvon Poullain (1943-2011) réapproprie les lieux qui allaient à vau-l'eau depuis la fin des Trente Glorieuses.  
Xavier Niel a acquis l'immeuble à l'été 2018 pour un montant non communiqué. 
L'immeuble fait l’objet d’une inscription au titre des monuments historiques depuis le 7 juin 1993. Yvon Poullain en fait son musée jusqu'en 2011, année de sa disparition.

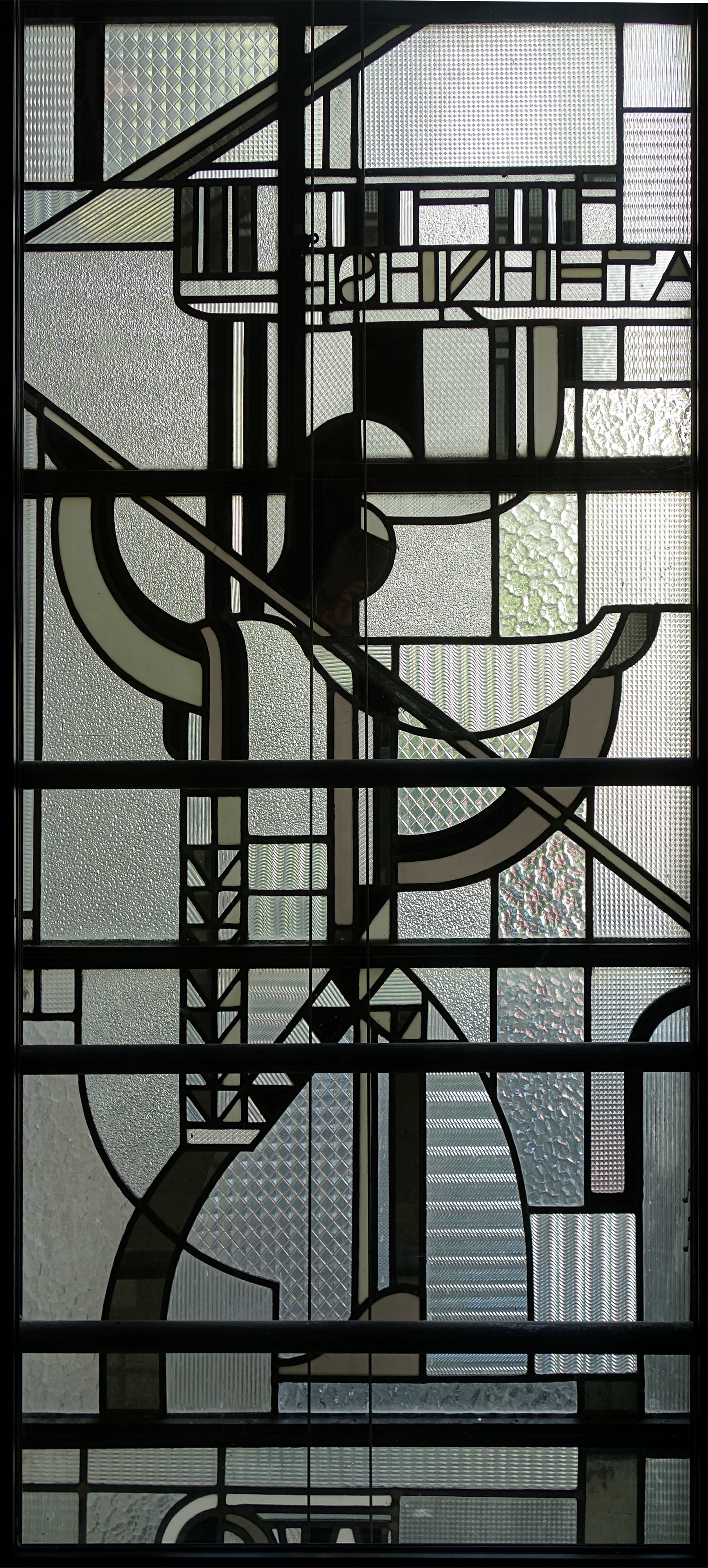
Vitrail de façade de l'hotel Barillet

Puis l'édifice a été rouvert au public entre avril 2014 et le 31 décembre 2016, ayant été loué par le musée Mendjisky-Écoles de Paris dont la vocation était de conserver, protéger et mettre en valeur des œuvres des artistes des deux Écoles de Paris.
L'immeuble est aujourd'hui occupé par Matrice, un institut d'innovation qui organise régulièrement des résidences artistiques, et ouvre ses portes au public pour faire découvrir le bâtiment lors des Journées européennes du patrimoine.  